# Megarynchus pitangua
El bienteveo pitanguá (Megarynchus pitangua) es una especie de ave paseriforme de la familia Tyrannidae, la única del género monotípico Megarynchus. Es nativo de América Central y  del Sur.

## Nombres comunes
Se le denomina también pitanguá (en Argentina, Bolivia y Uruguay), neinei (en Brasil), bichofué picudo (en Colombia), chilero pico ancho (en Honduras), güis picudo (en Nicaragua), luis piquigrueso o luis pico grueso (en México), mosquerón picudo (en Costa Rica), atrapamoscas picón (en Venezuela), ñei ñei (en Paraguay), mosquero picudo (en Perú), benteveo pitanguá, pitangua o pitangua guasu (en guaraní)

## Distribución y hábitat
Se distribuye desde el oeste y este de México, por Guatemala, Belice, Honduras, El Salvador, Nicaragua, Costa Rica, Panamá, Colombia (excepto el oeste), Venezuela, Trinidad y Tobago, Guyana, Surinam, Guayana Francesa, este y oeste de Ecuador, Brasil (excepto el extremo sur), este de Perú, norte y este de Bolivia, Paraguay (excepto el oeste), hasta el extremo noreste de Argentina. También en Uruguay. Y con un registro reciente en Chile.
Esta especie puede ser poco común a común en una variedad de hábitats boscosos, desde húmedos a áridos y caducifolios, pero con más frecuencia en áreas semiabiertas, sabanas, y claros con grandes árboles dispersos, plantaciones, o bordes de áreas más densamente forestadas, y en bosques riparios más secos; en la Amazonia generalmente asociado con el dosel de bosques de várzea y márgenes de ríos y lagos, pero no exclusivamente cerca de agua; también en jardines sombreados y crecimientos secundarios altos. Principalmente por debajo de los 1000 a 1500 m de altitud, raramente hasta los 2000 m.

## Descripción
Mide 21 a 24 cm de longitud. La corona es negra en el centro bordeado por una banda circular blanca, seguida de una banda ocular negra y la garganta y el cuello blancos. El plumaje del dorso, las alas y la cola es de color marrón, con unas pocas líneas delgadas rufas en las alas; el pecho y el vientre son amarillos. El pico es negro y ancho. con el culmen notoriamente convexo, característica esta última que lo distingue de otras especies parecidas y de tamaño similar, como el bienteveo común Pitangus sulphuratus.

## Comportamiento
Se posan en las ramas altas del interior de los grandes árboles. No permanecen mucho tiempo en un solo sitio y se mueven en parejas o en grupos familiares de tres a cinco individuos.

### Alimentación
Se alimenta de insectos, principalmente cigarras. También come ocasionalmente peces pequeños, lagartijas y otros vertebrados pequeños y consume frutos.

### Reproducción
La hembra construye el nido en forma de platillo, hecho con palitos y yerba llevados por el macho. La hembra pone dos o tres huevos blancuzcos con manchas marrón. La incubación dura 17 a 18 días y los polluelos abandonan el nido 23 a 26 días después de nacer.

### Vocalización
Su llamado más frecuente es un estridente y nasal «kryiiih-ñei-ñei-ñei», algunas veces dado mientras menea la cabeza. Aves a oeste de los Andes dan un rápido «kreh-kreh-kreh-kreh-kriiinh» y una serie de llamados «kirrr-uick».

## Sistemática

### Descripción original
La especie M. pitangua fue descrita por primera vez por el naturalista sueco Carlos Linneo en 1766 bajo el nombre científico Lanius pitangva (sic); la localidad tipo es: «Río de Janeiro, Brasil».
El género Megarynchus fue descrito por el naturalista sueco Carl Peter Thunberg en 1824.

### Etimología
El nombre genérico masculino «Megarynchus» se compone de las palabras del griego «μεγας megas, μεγαλη megalē» que significa ‘grande’, y «ῥυγχος rhunkhos» que significa ‘pico’; y el nombre de la especie «pitangua», proviene del tupí-guaraní «pitanguá guaçú» utilizado para designar a un atrapamoscas grande.

### Taxonomía
Los amplios estudios genético-moleculares realizados por Tello et al. (2009) descubrieron una cantidad de relaciones novedosas dentro de la familia Tyrannidae que todavía no están reflejadas en la mayoría de las clasificaciones. Siguiendo estos estudios, Ohlson et al. (2013) propusieron dividir Tyrannidae en cinco familias. Según el ordenamiento propuesto, Megarynchus permanece en Tyrannidae, en una subfamilia Tyranninae Vigors, 1825, en una tribu Tyrannini Vigors, 1825, junto a Tyrannopsis, Machetornis, Conopias (provisoriamente), Pitangus, Philohydor), Myiodynastes, Myiozetetes, Phelpsia (provisoriamente), Empidonomus, Griseotyrannus y Tyrannus.
A las aves de Trinidad descritas como la subespecie M. p. parvirostris Cherrie, 1908, con base en el pico supuestamente menor, se las considera indistinguibles de las aves sudamericanas. Algunas subespecies parecen fácilmente distinguibles, otras no tanto; las poblaciones de la subespecie nominal del sur de Brasil y Paraguay parecen, en promedio, mayores y más oscuras que aquellas del norte, pero hay mucha variación individual; se precisa una revaluación crítica de las subespecies.

### Subespecies
Según las clasificaciones del Congreso Ornitológico Internacional (IOC) y Clements Checklist/eBird, se reconocen seis subespecies, con su correspondiente distribución geográfica:
- Grupo politípico mexicanus:

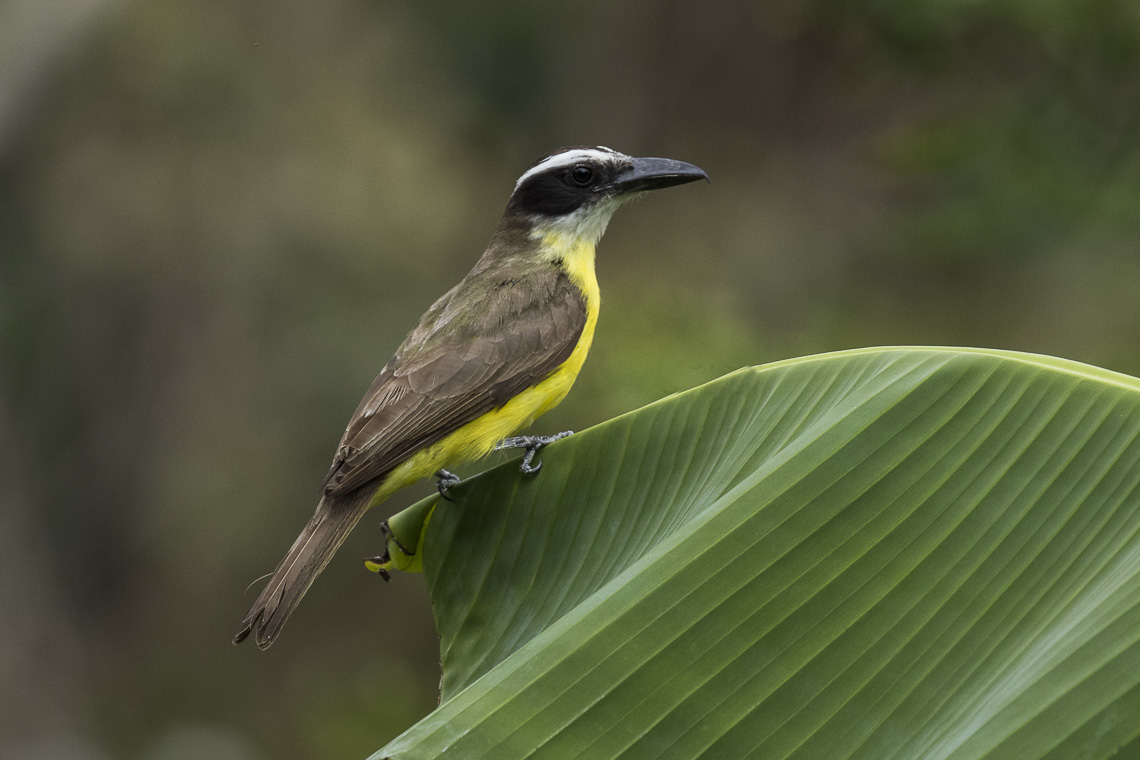
Megarynchus pitangua mexicanus en Costa Rica.

  - Megarynchus pitangua tardiusculus R.T. Moore, 1941 - oeste de México (suroeste de Sinaloa, oeste de la Sierra Madre principal, al sur hasta Nayarit).
  - Megarynchus pitangua caniceps Ridgway, 1906 - oeste de México (suroeste de Jalisco).
  - Megarynchus pitangua mexicanus (Lafresnaye, 1851) - este y sur de México (desde el sur de Tamaulipas en el este, desde Guerrero en el oeste) hacia el sur hasta Panamá y noroeste de Colombia (noroeste del Chocó al sur hasta el río Juradó).
  - Megarynchus pitangua deserticola Griscom, 1930 - valle árido del río Negro, en el centro de Guatemala.

- Grupo monotípico pitangua:
  - Megarynchus pitangua pitangua (Linnaeus, 1766) - norte, centro y este de Colombia (tierras bajas caribeñas, valle del Magdalena al sur hasta Huila, y a través del este de los Andes), Venezuela, Trinidad, las Guayanas, este de Ecuador (excepto el área de Zamora), este del Perú, Brasil (hacia el sur hasta Río Grande del Sur), norte y este de Bolivia, Paraguay y noreste de Argentina (al sur hasta el este de Formosa y Corrientes).

- Grupo monotípico chrysogaster: 
  - Megarynchus pitangua chrysogaster P.L. Sclater, 1860 - oeste de Ecuador (al sur desde el oeste de Esmeraldas) y extremo noroeste del Perú (Tumbes, norte de Piura), posiblemente cruzando los Andes en el sur de Ecuador.